# Phước Hà
Phước Hà là một xã thuộc tỉnh Khánh Hòa, Việt Nam.

## Địa lý
Xã Phước Hà có ranh giới với các xã:
- Phía Bắc giáp xã Phước Hữu
- Phía Nam giáp tỉnh Lâm Đồng
- Phía Đông giáp xã Thuận Nam
- Phía Tây giáp xã Anh Dũng

Xã có diện tích 230 km², dân số năm 2025 là 8.900 người, mật độ dân số đạt 39 người/km².

## Lịch sử
Sau năm 1975, Phước Hà là một xã thuộc An Phước, tỉnh Thuận Hải.
Ngày 27 tháng 4 năm 1977, Hội đồng Chính phủ ban hành Quyết định 124-CP. Theo đó, giải thể huyện An Phước, địa bàn sáp nhập vào các huyện An Sơn và Ninh Hải; xã Phước Hà thuộc huyện An Sơn.
Ngày 13 tháng 3 năm 1979, Hội đồng Chính phủ ban hành Quyết định 104-CP. Theo đó, thành lập xã Nhị Hà trên cơ sở khu kinh tế mới Nhị Hà thuộc xã Phước Hà.
Ngày 1 tháng 9 năm 1981, Hội đồng Bộ trưởng ban hành Quyết định số 45-HĐBT. Theo đó, thành lập huyện Ninh Phước trên cơ sở tách một phần diện tích và dân số của các huyện An Sơn và Ninh Hải; xã Phước Hà thuộc huyện Ninh Phước.
Ngày 10 tháng 6 năm 2009, huyện Ninh Phước được chia thành hai huyện Ninh Phước và Thuận Nam, xã Phước Hà trực thuộc huyện Thuận Nam.
Ngày 16 tháng 6 năm 2025, Ủy ban Thường vụ Quốc hội ban hành Nghị quyết số 1667/NQ-UBTVQH15 về việc sắp xếp các đơn vị hành chính cấp xã của tỉnh Khánh Hòa năm 2025 (nghị quyết có hiệu lực từ ngày 16 tháng 6 năm 2025). Theo đó, hợp nhất xã Nhị Hà vào xã Phước Hà.